# Humata pyxidata
Humata pyxidata là một loài dương xỉ trong họ Davalliaceae. Loài này được Cav. Desv. mô tả khoa học đầu tiên năm 1827.